# Kopiowanie (powielanie)
Kopiowanie – proces tworzenia obiektu na wzór innego obiektu. W zależności od kontekstu to pojęcie może mieć różne znaczenia. W przypadku informacji w postaci cyfrowej proces kopiowania prowadzi do utworzenia obiektu identycznego z pierwotnym we wszystkich aspektach. W pozostałych przypadkach kopia odpowiada oryginałowi jedynie pod pewnymi względami.
- kopiowanie tekstu
  - przepisywanie – ręczne powielanie tekstu,
  - automatyczne powielanie tekstu za pomocą takich urządzeń jak powielacz lub kserokopiarka,
- kopiowanie informacji – w informatyce, proces powielenia danych zapisanych w postaci cyfrowej,
- kopiowanie dzieła – w sztuce, dokładne powtórzenie wykonanego wcześniej dzieła, w celach bezpieczeństwa (udostępniania kopii zamiast oryginału) bądź fałszerstwa,
- replikacja DNA – w biologii, proces utworzenia dwóch identycznych nici DNA z jednej pierwotnej, stosowany przez wszystkie organizmy żywe.